# Černá skála
Černá skála – (niem. Schwarze Koppe lub Dreistein, 1039 m n.p.m.) szczyt w zachodnich Karkonoszach, ok. 3 km na południe od Horních Míseček i ok. 3,5 km od Szpindlerowego Młyna.

## Położenie
Černá skála położona jest w bocznym grzbiecie o nazwie Žalský hřbet, pomiędzy szczytami Mechovinec na północy i Šeřín na południu.

## Opis
Jest to rozległy masyw o stromych zboczach zachodnich i wschodnich. Na wierzchołu znajduje się skałka, udostępniona schodkami wykutymi w skale i z metalową barierką na szczycie. Kiedyś był to punkt widokowy, ale obecnie rosnące wokół świerki zasłoniły widok.
W pobliżu znajduje się jeszcze kilka mniejszych skałek oraz liczne bloki łupków.

## Budowa geologiczna
Masyw zbudowany ze skał metamorficznych, należących do metamorfiku południowych Karkonoszy. Są to głównie łupki łyszczykowe z żyłami kwarcu oraz podrzędnie gnejsy.

## Roślinność
Wierzchołek i stoki porośnięte lasami świerkowymi.

## Ochrona przyrody
Cały masyw leży w obrębie Parku Narodowego (Krkonošský národní park).

## Turystyka
Przez wierzchołek biegnie:
- czerwony szlak turystyczny z miejscowości Horní Mísečky, przez Mechovinec, Šeřín, skrzyżowanie Na Rovince, Jánský vrch, Zadní Žalý na Přední Žalý[1].